# Ú
Ú ، ú یکی از حروف الفبای لاتین است و برساخته از یک U با اکسان اگویی بر فراز آن است. از این حرف در الفباهای مجاری، ایسلندی، فاروئه‌ای، چک و اسلواک استفاده‌می‌شود.
- این حرف ۳۴اُمین حرف الفبای چک است و صدای  /uː/  می‌دهد.
- Ú/ú‏  ۲۴امین حرف الفبای فارئه‌ای است و نمایندهٔ سه آوای [ʏ]، [ɪ] و [ʉu] می‌باشد.
- این حرف سی‌وششمین حرف الفبای مجار است و نشان‌دهندهٔ صدای /uː/ کی‌باشد.
- ۲۵امین حرف البفای ایسلندی است و آوای /u/ را می‌رساند.
- Ú/ú  سی‌ونهمین حرف از حروف الفبای اسلواک است و صدای /uː/ را می‌رساند.
- در زبان پرتغالی این حرف نشان‌دهندهٔ U با تکیه است.
- در زبان ایتالیایی این حرف در چند واژه مانند Menú (منو) به کار می‌رود.

## منبع
Wikipedia contributors, "Ú," Wikipedia, The Free Encyclopedia, http://en.wikipedia.org/w/index.php?title=%C3%9A&oldid=613182407 (accessed June 17, 2014).